# Subsecretaria de Ciència, Innovació i Universitats
La Subsecretaria de Ciència, Innovació i Universitats d'Espanya és una Subsecretaria de l'actual Ministeri de Ciència, Innovació i Universitats. Fou creada en 2018 aplegant funcions de les Subsecretaries d'Economia, Indústria i Competitivitat i d'Educació, Cultura i Esport. L'actual subsecretari és Pablo Martín González

## Funcions
Correspon a la Subsecretaria de Ciència, Innovació i Universitats l'acompliment de les següents funcions:
- La representació ordinària del Ministeri.
- Les relacions institucionals del departament, sense perjudici de les competències atribuïdes a altres òrgans superiors i directius.
- l suport als òrgans superiors del departament a la planificació de l'activitat del Ministeri a través del corresponent assessorament tècnic.
- L'elaboració i coordinació dels plans generals del departament en matèria normativa, de política pressupostària, de personal i retributiva, de patrimoni, immobles i infraestructures, de tecnologies de la informació i comunicacions, de programació econòmica i de control pressupostari.
- L'impuls, coordinació, suport i supervisió de les activitats d'elaboració de disposicions generals del departament, així com les gestions relacionades amb la seva publicació.
- La direcció, impuls i gestió de les funcions relatives a la tramitació dels afers del Consell de Ministres, Comissions Delegades del Govern i Comissió General de Secretaris d'Estat i Subsecretaris.
- L'impuls i coordinació de les relacions del Ministeri de Ciència, Innovació i Universitats amb els òrgans jurisdiccionals, amb els altres departaments de l'Administració General de l'Estat, amb els Delegats i Subdelegats del Govern i amb els restants òrgans perifèrics.
- La direcció de la funció inspectora sobre els serveis, organismes i centres dependents del departament, especialment pel que fa al personal, procediment, règim econòmic, instal·lacions i dotacions d'aquests.
- La gestió dels serveis administratius, la seva racionalització i informatització, l'estadística, la informació i documentació administrativa i el despatx dels assumptes no atribuïts a la competència d'altres òrgans superiors del departament.
- La coordinació de les actuacions del departament en matèria d'igualtat de gènere.
- L'estudi i informe econòmic dels actes i disposicions amb repercussió econòmicofinancera als pressupostos de despeses i ingressos.
- L'anàlisi i coordinació dels recursos financers assignats al departament, així com la coordinació i seguiment de l'aplicació dels fons europeus o de caràcter internacional destinats a programes o projectes del departament i dels seus organismes, sense perjudici de les funcions atribuïdes a altres Unitats i organismes del departament.